# Nerse od Iberije
Nerse od Iberije (gru. ნერსე, također i slovkan kao Nerses), vladajući princ Iberije u gruzijskoj provinciji Kartli u istočnoj Gruziji iz dinastije Bagrationi. Vladao je od 760. do 772., i ponovno od 775. do 779. ili 780. godine. Nerse je prijestolje naslijedio od svoga oca Adarnaza III. od Iberije, a prkosio je arapskoj prevlasti u Gruziji. Zbog toga je 772. uhićen, a kalif Al-Mansur ga je bacio u zatvor. Iako je 775. ponovno sjeo na prijetolje, i dalje je imao problema s Arapima, te je bio prisiljen pobjeći Hazarima, kod kojih nije imao značajnu podršku. Zajedno je sa svojom obitelji našao utočište u Abhaziji. Njegov nećak Stjepan III. se, uz dopuštenje kalifa, vratio u Iberiju, pod uvjetom da se prestane baviti političkim pitanjima. Nakon smrti njegova prijatelja, svetog Abe 6. siječnja 786., više se ne spominje u povijesnim izvorima.